# Русагро
«Русагро» — российская сельскохозяйственная и продовольственная компания. Головная компания «Русагро» — кипрская Ros AGRO PLC. Штаб-квартира расположена в Москве (БЦ Wall Street, ул. Валовая, 35). Один из крупнейших производителей сахара в России, контролирует 13 % рынка (2020 год). Второй в стране производитель свинины (2024).

## История
Компания основана в 1995 году. ООО «Группа Компаний „Русагро“» основано в 2003 году.
В 2009 году холдинг приобрёл у бывшего агрохолдинга «Группа Аликор» часть активов Безенчукского маслоэкстракционного завода, расположенного в Безенчукском районе, Самарской области. В начале 2011 года на заводе было запущено промышленное производство подсолнечного масла.
В 2009—2010 годах «Русагро» взяла под контроль сельскохозяйственный бизнес компании «Стойленская нива», взяв у неё в аренду с правом последующего выкупа около 100 тыс. га земли. Также группе достались молочные комплексы «Стойленской нивы».

### Первичное размещение акций
Весной 2010 года компания собиралась провести IPO на российских биржах, намереваясь продать 20 % акций за $245-309 млн. После закрытия книги заявок «Русагро» отказалась от сделки… (по данным газеты «Ведомости», компания оказалась недовольна его результатами).
В апреле 2011 года «Русагро» повторно провела IPO на Лондонской фондовой бирже, разместив акции на сумму $330 млн. Вся компания при этом была оценена в $1,8 млрд.

## Собственники и руководство
На март 2011 года 75 % акций компании Ros AGRO PLC принадлежало семье основателя «Русагро», члену Совета Федерации РФ от Белгородской области Вадиму Мошковичу (до IPO — 95 %), а ещё 7 % принадлежало Максиму Басову.
В 2018 году руководитель «Русагро» Максим Басов занял шестое место в рейтинге директоров-капиталистов, опубликованном журналом Forbes. По оценкам экспертов, принадлежащий Басову пакет акций компании «Русагро» (7,3 %) оценивается в $100 млн.
В октябре 2021 года Максим Басов увеличил свою долю в компании за счёт собственного участия в её SPO с 7,5 до 7,73 %, купив 250000 GDR за 3,47 млн долларов. В свою очередь, Максим Воробьёв, также увеличил долю в «Русагро» до 10,14 %. После увеличения объёма SPO в сентябре 2021 года, доля основного владельца «Русагро», Вадима Мошковича, сократится до 57,1 %. В ноябре 2021 года «Русагро» объявила, что Максим Басов не будет гендиректором компании с начала 2022 года, оставаясь при этом акционером и членом совета директоров головной компании — Ros Agro.
В марте 2022 года Вадим Мошкович принял решение покинуть совет директоров компании, его полномочия в качестве председателя совета директоров, члена правления и иных органов управления компаний группы Русагро были прекращены с 10 марта 2022 года. На посту председателя совета директоров Вадима Мошковича сменил Максим Басов.
С января 2022 года генеральный директор — Тимур Владимирович Липатов. 

## Деятельность
По состоянию на 2021 год занимает лидирующие позиции в производстве сахара, свиноводстве, растениеводстве и масложировом бизнесе. Земельный банк группы — 643 тыс. га. В 2015 г. по версии ряда инвестиционных банков группа компаний «Русагро» была признана одной из самых прибыльных и быстрорастущих компаний мира в потребительском сегменте в СНГ.
Основные активы «Русагро» расположены в Белгородской, Тамбовской, Свердловской, Самарской, Саратовской, Воронежской, Курской и Орловской областях, а также в Приморском крае, что обеспечивает региональную диверсификацию бизнеса. Штаб-квартира холдинга находится в Тамбове.
Выручка за 4 кв. 2020 года — 61,4 млрд рублей (+36 %), в том числе: масложирового сегмента 24,2 млрд рублей (+36 %), сельскохозяйственного сегмента 19,6 млрд рублей (+81 %), мясного 9,6 млрд рублей (+27 %), сахарного 7,0 млрд рублей (-12 %).
«Русагро» планирует уменьшить долю зерновых культур в посевной структуре своего земельного банка в 2021 г. из-за введения новых правил определения пошлин на зерновые культуры.
Группа компаний «Русагро» действует в четырёх направлениях: растениеводство (380 000 га земли на 1 марта 2011 года), производство сахара, свиноводство и масложировой бизнес. Компании принадлежит шесть перерабатывающих предприятий пищевой промышленности: ОАО «Валуйкисахар», филиал «Чернянский сахарный завод», филиал «Сахарный завод „Ника“» ОАО «Знаменский сахарный завод», филиал «Никифоровский», филиал «Жердевский», ОАО «Жировой комбинат», сельхозпредприятия в Белгородской и Воронежской областях, а также свиноводческие предприятия в Белгородской (ОАО «Белгородский бекон») и Тамбовской областях. Помимо этого, компания управляет тремя зерновыми элеваторами. В 2016 году Русагро купила у ГК «Разгуляй» два сахарных завода в Курской области (ЗАО «Кшенский сахарный комбинат», ОАО «Кривец-сахар») и один завод в Орловской области (ЗАО «Отрадинский сахарный завод»), а также 86 тысяч гектар пашни. Суммарно три приобретенных завода обладают мощностью переработки почти 13 000 тонн свеклы в сутки, что позволит Русагро увеличить объёмы производства сахара на 35-40 %.
Выручка компании по МСФО в 2010 году составила 30,96 млрд руб. (в 2009 году — 24,67 млрд руб.), чистая прибыль — 5,16 млрд руб. (2,32 млрд руб.).
В 2014 году по результату конкурса, молочный комбинат «Тольяттимолоко» перешел в собственность через ООО «РусБизнесХолдинг» в агрохолдинг «Русагро».
Выручка компании в 2015 году выросла на 23 % до 72,4 миллиарда рублей с 59,1 миллиарда рублей. Скорректированный показатель EBITDA «Русагро» вырос в 2015 году на 35 % до 24,4 миллиарда рублей с 18,1 миллиарда рублей.
В августе 2021 года была создана компания «Русагро Тех», занимающаяся программным обеспечением. Максим Басов, генеральный директор «Русагро», не исключил в будущем предоставление ИТ-услуг и сторонним заказчикам.
В Приморском крае с 2016 года в рамках ТОР «Михайловский» строится свиноводческий кластер полного цикла «Русагро-Приморье», с убойным цехом, переработкой и производством кормов из зерновых, выращенных на полях Приморья. Губернатор Приморского края Олег Кожемяко рассказал: «На сегодняшний день это крупнейший комплекс на Дальнем Востоке, который имеет большое значение для продовольственной безопасности Приморского края. Мощность комплекса составляет 80 тысяч тонн свинины в год. Весной запустится цех обвалки и производства полуфабрикатов, охлажденная продукция поступит в торговые сети. Это особенно важно, так как сейчас в рознице большая часть — это замороженная свинина из центральных регионов России.». Работать на предприятии будут более 650 человек. Всего в рамках свиноводческого кластера в Приморском крае будет создано более 1,5 тыс. новых рабочих мест. «Русагро» сделало заказ на обучение специалистов в Уссурийском агропромышленном колледже. Генеральный директор ГК «Русагро» Максим Басов отметил, что в 2021 году предприятие планирует выпустить 40 тыс. тонн свинины, а к концу 2023 г. выйдет на полную мощность. Мощность убойного производства — 680 тыс. голов в год. Акции «Русагро» (AGRO) могут кратно взлететь после открытия китайского рынка. Выручка компании за девять месяцев 2021 г. составила 165,2 млрд руб. (+46 %). В III квартале отчётный показатель вырос на 43 % — до 57,2 млрд руб..
По итогам 2021 года ГК «Русагро» произвела 308,2 тыс. тонн свинины (на убой, в живом весе), заняв 6,2 % рынка.
В марте 2022 года Лондонская фондовая биржа (LSE) на неопределенный срок приостановила торги расписками Ros Agro PLC. В июне 2022 года акционеры одобрили возможность делистинга ГДР «Русагро» с LSE, и размещение бумаг на другой международной площадке. Также в планах — редомиляция компании, но к середине 2023 года решение не принято.
В 2023 году ГК «Русагро» вышла на Астанинскую международную биржу (AIX), получила листинг, но не смогла найти маркетмейкера, который поддержал бы ликвидность торгов.
Чистая прибыль в первой половине 2022 года составила 470 миллионов против прибыли в 16,7 млрд рублей за аналогичный период прошлого года из-за курсовых разниц. Но в 2023 году за тот же период чистая прибыль «Русагро» увеличилась до 13,19 млрд руб.
В 2023 году структуры ГК «Русагро» разместили запрос на разработку проекта терминала по перевалке растительных масел и жиров, который должен будет разместиться в Туапсе.
Летом 2023 года ГК «Русагро» приобрела 50 % ГК «Нижегородский масложировой комбинат» (НМЖК).
Также в 2023 году Группа компаний «Русагро» получила грант на 536 млн рублей от Российского фонда развития информационных технологий (РФРИТ) на развитие проекта «Доработка и внедрение системы управления сельскохозяйственным производством на базе отечественного ПО» — внедрение отечественной системы управления сельскохозяйственным производством на базе облачного сервиса «История поля» вместо иностранной Cropwise.
В ноябре 2024 года ГК «Русагро» консолидировала 100 % активов белгородского агрохолдинга «Агро-Белогорье». Сумма сделки не раскрывалась, эксперты оценили её в 0,74-1 млрд руб. В результате покупки «Русагро» становится вторым в стране производителем свинины. 
В июле 2024 года компания «Русагро» была включена в число экономически значимых организаций (ЭЗО). На основании этого в августе суд приостановил корпоративные права материнской кипрской компании на активы в России. 
17 февраля 2025 года на Московской бирже начали обращаться глобальные депозитарные расписки компания «Русагро». В 27 марта 2025 года, на фоне ареста основателей, в компании заявили о планах на делистинг глобальных депозитарных расписок с Московской и Астанинской биржи. 28 марта решение о делистинге было принято. 

## Происшествия
В 2022 году на «Русагро» и её акционеров подала в суд компания «Синко Трейд». Она — крупный кредитор «Волжского терминала», который в 2021 году перешел под контроль агрохолдинга. Сумма задолженности «Русагро» перед «Синко Трейд» составила около 200 млн рублей. 18 января 2021 года Арбитражный суд Саратовской области наложил арест на имущество холдинга, а также денежные средства и имущество Владимира Мошковича и Максима Басова на общую сумму в 21,9 млрд рублей. «Русагро» подала встречный иск и 21 января 2022 года суд снял арест с имущества группы компаний и её акционеров.
26 марта 2025 года правоохранительными органами задержаны основатель холдинга Вадим Мошкович и генеральный директор Тимур Липатов по делу о мошенничестве в особо крупном размере и незаконном захвате земель. В офисах компании в Белгороде, Москве, Тамбове и Саратове проведены обыски. Основанием для задержания якобы стали действия бизнесмена при покупке холдинга «Солнечные продукты».